# Hansaplatz (Dortmund)

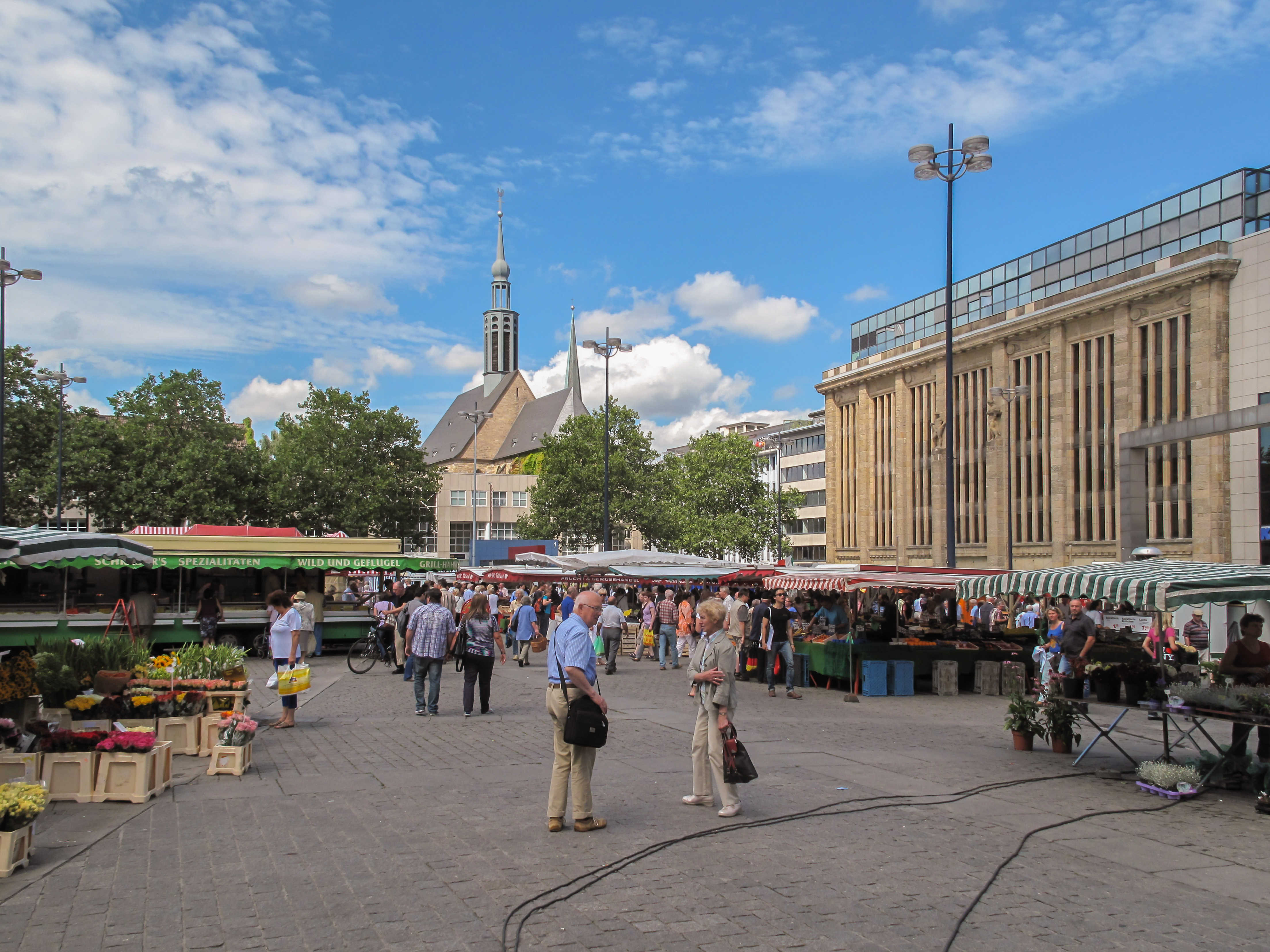
Markt auf dem Hansaplatz

Der Hansaplatz ist ein zentraler Platz in der Dortmunder Innenstadt. Der Platz liegt südwestlich des Alten Marktes und wurde ab 1904 in mehreren Phasen angelegt. Er ist heute Standort des Dortmunder Wochenmarktes. Neben dieser Nutzung finden auf dem Platz auch häufig Großveranstaltungen und politische Kundgebungen statt.

## Vorgeschichte

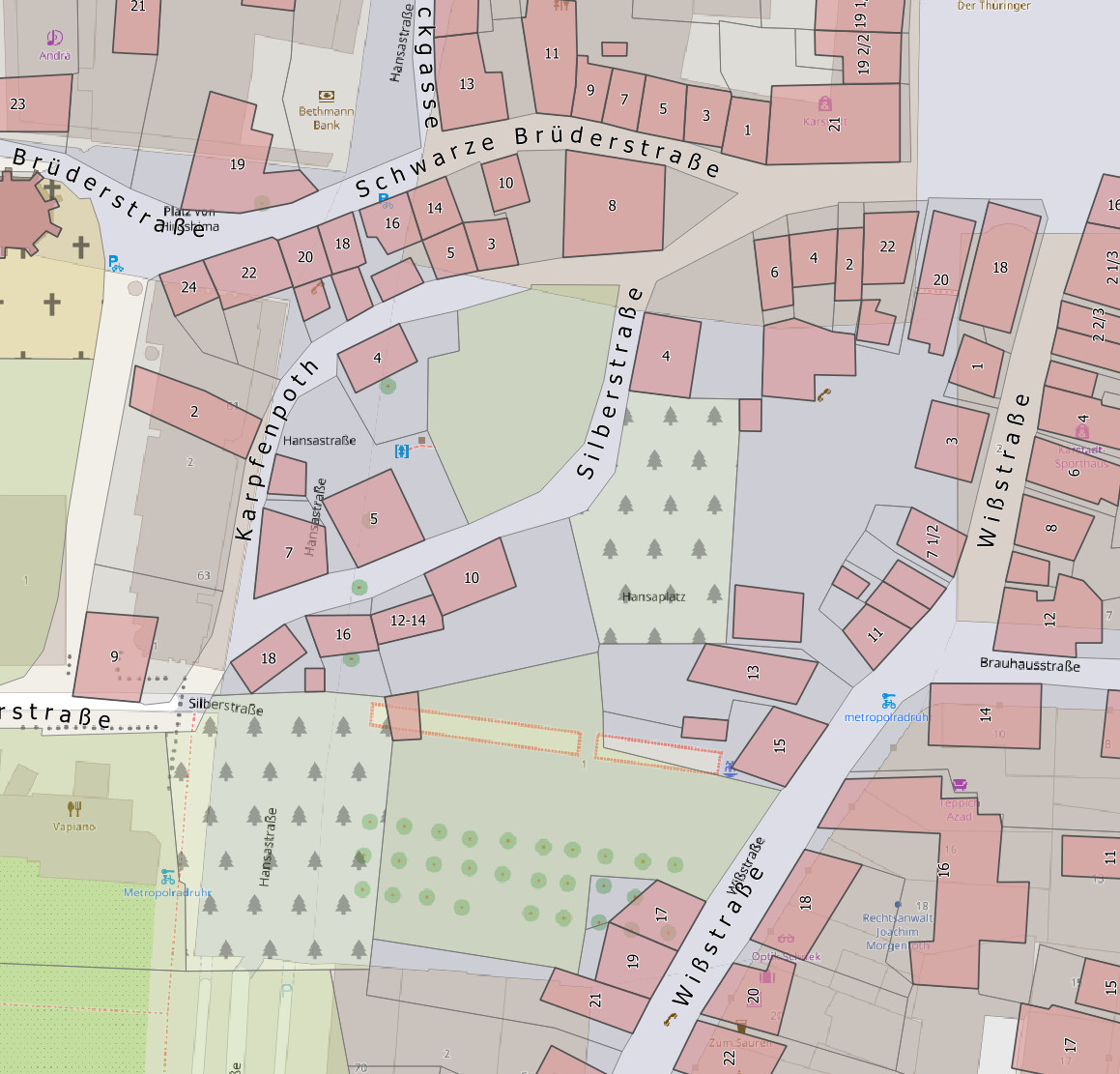
Überlagerung der Katasterkarte von 1826 über eine Karte von 2018. Der Platz war ursprünglich locker bebaut.

Vor der Anlage des Platzes befand sich an der Stelle eine lockere Bebauung mit verschiedenen Wohnhöfen und Scheunen rund um den Karpfenpoth. Auf Grund des Namens wird vermutet, dass sich im Zentrum einst ein Karpfenteich befunden hat.
Einen wesentlichen Teil im Osten des heutigen Platzes nahm der Hof der Patrizierfamilie von Wickede ein. Hier residierte Kaiser Karl IV bei seinem Besuch in Dortmund 1378 ebenso wie seine Frau Kaiserin Elisabeth 1379. Bereits 1823 wurde das Haupthaus mit seinem holzgetäfelten und ausgemalten Saal abgerissen, weitere Gebäude folgten. Als letzter Teil des alten Hofes befand sich bis zu seinem Abriss 1929 der sogenannte Kaisersaal an der Nordseite des Hansaplatzes. Vermutlich im 14. Jahrhundert als massives Steinhaus errichtet, handelte es sich bei dem Gebäude ursprünglich wohl um ein Lagerhaus. Es ist daher trotz des Namens Kaisersaal unwahrscheinlich, dass Karl IV in diesem Gebäude untergebracht war. Erst kurz nach 1400 wurde es in ein Wohngebäude mit prächtigem Saal umgewandelt und in diesem Zuge Fresken ausgeschmückt. Die Fresken sind kurz vor dem Abriss ausgebaut und in das Museum für Kunst- und Kulturgeschichte überführt worden. Dort gingen sie im Zweiten Weltkrieg verloren.

## Anfänge
Ursprünglich fand der Markt in Dortmund auf dem Marktplatz (Alter Markt) statt. Ende des 19. Jahrhunderts erlebte dieser einen starken Anstieg an anbietenden Händlern und verkaufter Ware. So stiegen die Einnahmen der Stadt aus Marktstandsgeldern von 21.000 Mark im Jahre 1891/92 auf 41.000 Mark im Jahre 1903. Im selben Zeitraum nahm die Anzahl der auf den Markt verbrachten Kolli von 78.000 auf 200.000 zu. Dies führte dazu, dass der Marktplatz selbst nicht mehr ausreichend Platz bot. So zog der Fleischmarkt in den Keggemann’schen Garten, einem Teil des heutigen Platzes, um. Der Garten wurde auch als „Neuer Marktplatz“ bezeichnet. Doch dieser stand in Folge eines Eigentümerwechsels Anfang des 20. Jahrhunderts nicht mehr zur Verfügung, so dass der Fleischmarkt kurzfristig auf die Kühn’sche und Schulte’sche Besitzung umziehen musste. Erstere entspricht heute im Wesentlichen dem südlichen Teil des Hansaplatzes, während letztere nun Teil der Hansastraße ist.
Zu diesem Zeitpunkt war bereits klar, dass die Schulte’sche Besitzung für den Durchbruch der Hansastraße benötigt werden würde. Daher begann der Magistrat nach einer dauerhaften Lösung zu suchen. Ein wichtiger Aspekt war dabei die Nähe zum bestehenden Marktplatz. Zu diesem Zeitpunkt war der Bereich des Hansaplatzes noch zur Bebauung vorgesehen, nur die Verlängerung der Brauhausstraße nach Westen sowie Bereinigungen der Baulinien waren beschlossen.
Anfang 1904 gelang es dem Magistrat die Besitzungen von Giljohann (Markt 20 und Wißstraße 3–5, ehemaliger Wickedehof), Grevel (Silberstraße 6) und Hövel (Wißstraße 7 1/2, 7 2/2 und 9) zu erwerben. Über die Grundstücke von Huth (Silberstraße 10) und Spiekermann (Silberstraße 12) wurden Kaufverhandlungen geführt, wegen hoher Forderungen der Besitzer aber letztlich von einem Kauf abgesehen. Der Magistrat strebte daraufhin für diese Besitzungen eine neue Baulinie an um die Grundstücke enteignen zu können. Der Stadtverordnetenversammlung wurde das Projekt am 1. Februar 1904 in geheimer Sitzung vorgelegt. Noch im selben Jahr begann man mit dem Abriss der Gebäude. Da diese teilweise längerfristig vermietet waren, zog dies Klagen von Mietern nach sich. Lediglich von einem Abriss der Gebäude Markt 20 (Abriss um 1930) und Silberstraße 6 (Abriss 1912) sah man vorläufig ab. Mit ihren Miet- und Pachteinnahmen sollte ein Teil der Kosten gedeckt werden.
Bereits um 1906 wurde der erste Neubau am Platz errichtet, das noch heute existierende ehemalige Bankgebäude Wißstraße 14–18, an der Ecke zur Brauhausstraße. Um 1908 folgte dann an der Westseite ein Arkadengebäude nach Plänen der Architekten Düchtig & Jänisch, ausgeführt in rotem Kyllburger Sandstein. Ein Nachfolgebau steht heute noch an gleicher Stelle. 1909 erhielt der bis dahin noch nicht offiziell benannte Platz den Namen Wickedeplatz. Der Name hielt sich jedoch nur kurzzeitig.

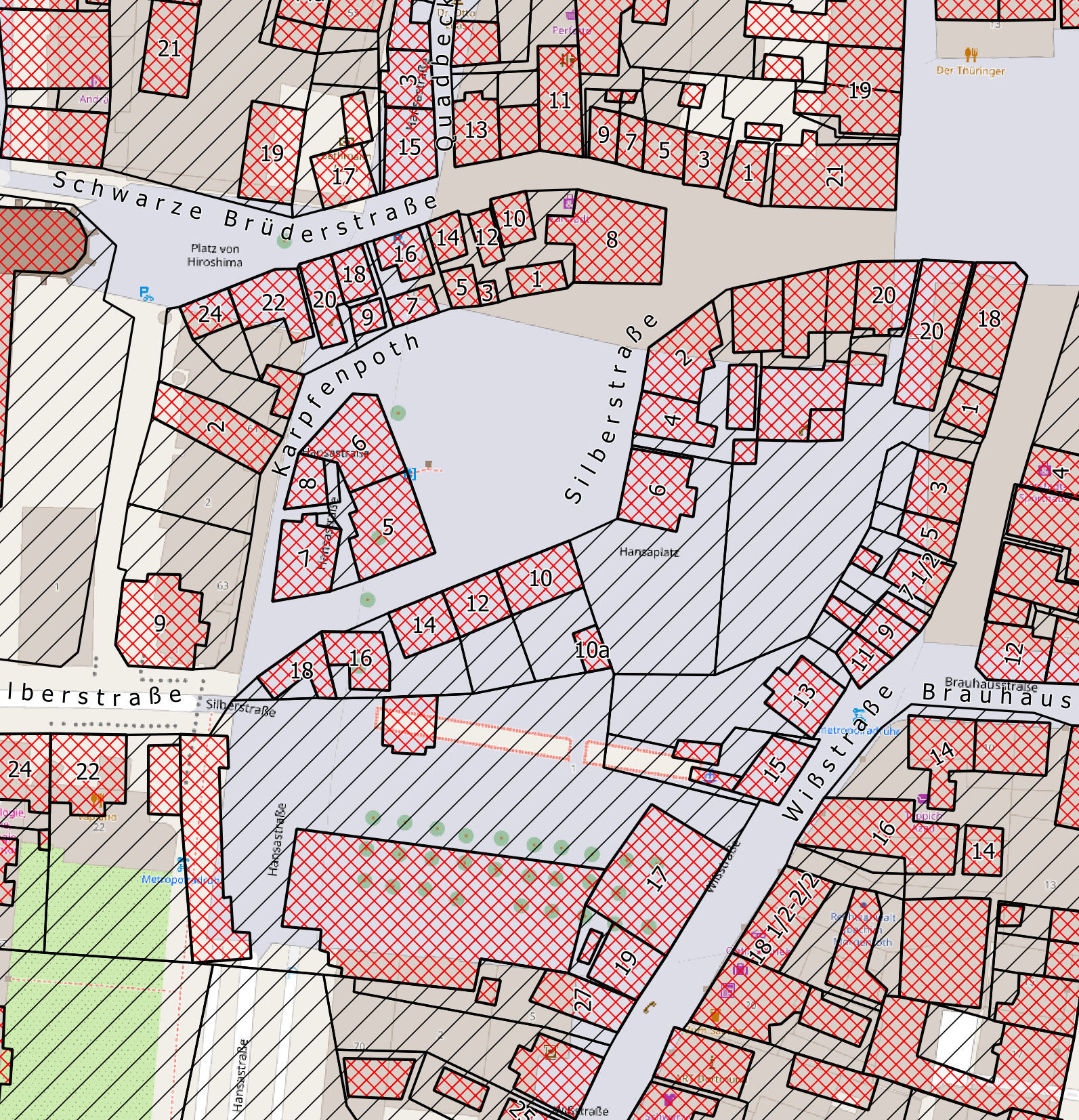
Bebauung des Hansaplatzes kurz vor 1900. Die Freifläche in der Mitte diente als Fleischmarkt (Keggemann’sche Garten).
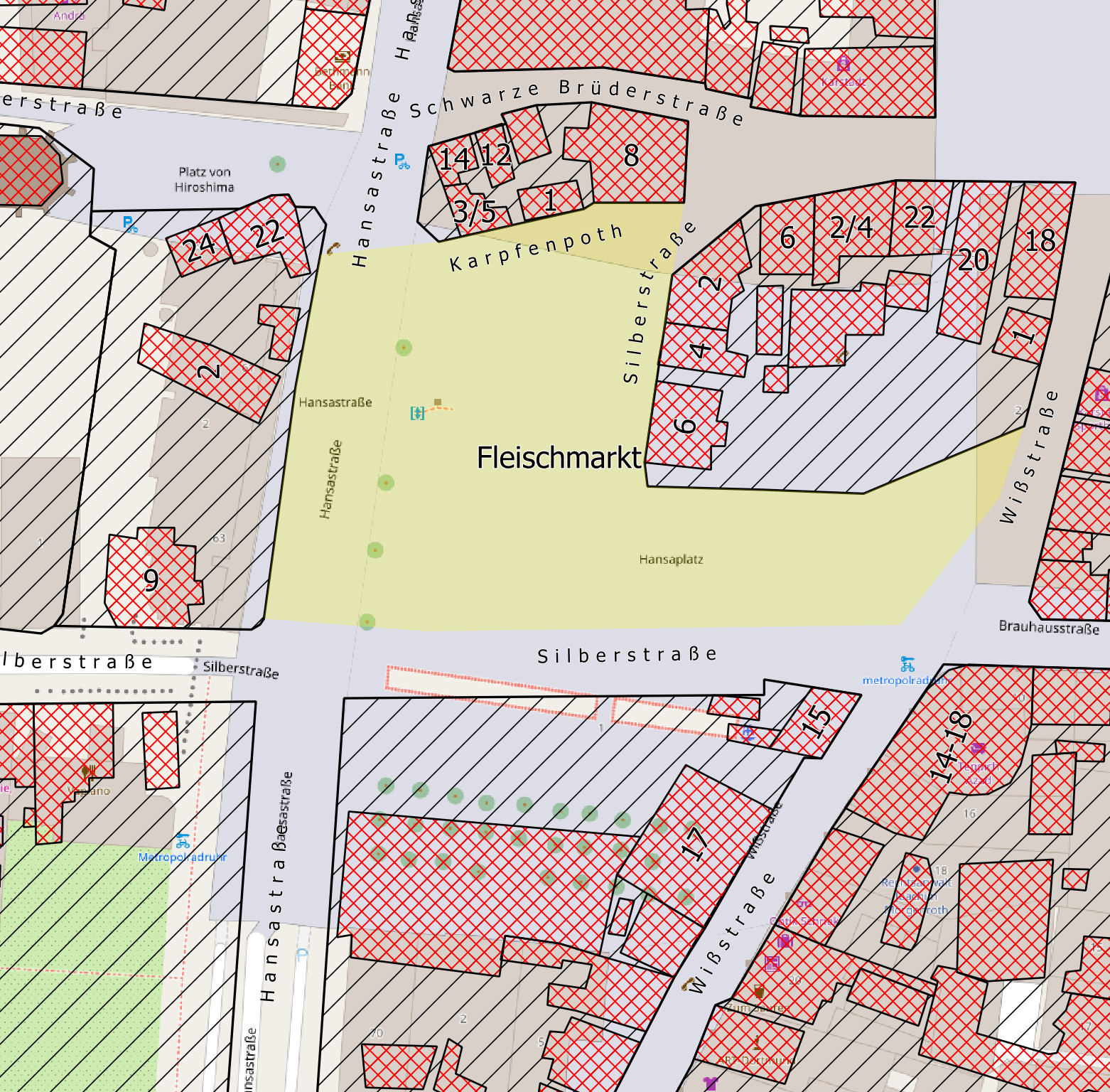
Der Fleischmarkt (Hansaplatz) um 1906. Im Hintergrund eine Karte von 2018.
Das ehemalige Bankgebäude an der Ostseite (Wißstraße 14–18) kurz nach seiner Errichtung

## Neuordnung der Nordseite (1910–1912)
Bis 1910 war die Nordseite des Platzes geprägt von kleineren Gebäuden entlang der Straße Karpfenpoth sowie der Hofseite des Häuserblocks zwischen Silber- und Wißstraße. Prominentestes Gebäude war das Gasthaus zum Drachen an der Kreuzung von Silberstraße, Schwarzer Brüderstraße und Karpfenpoth. Dies änderte sich durch den 1910–1912 errichteten Erweiterungsbau des Althoffgebäudes (heute Karstadt). Das nach Plänen von Wilhelm Kreis errichtete Gebäude besteht noch heute in veränderter Form und steht unter Denkmalschutz. Bei seiner Errichtung verschwand durch Überbauung die Schwarze Brüderstraße in diesem Bereich. Die Straßenbezeichnung Karpfenpoth wurde aufgegeben und die Gebäude zwischen beiden Straßen wurden niedergelegt. Gleichzeitig fanden auch im Häuserblock zwischen Silber- und Wißstraße weitere Abrisse statt um die Baulinie zu begradigen. Auch die Straßenbezeichnung Silberstraße wurde im Bereich des späteren Hansaplatzes aufgegeben.

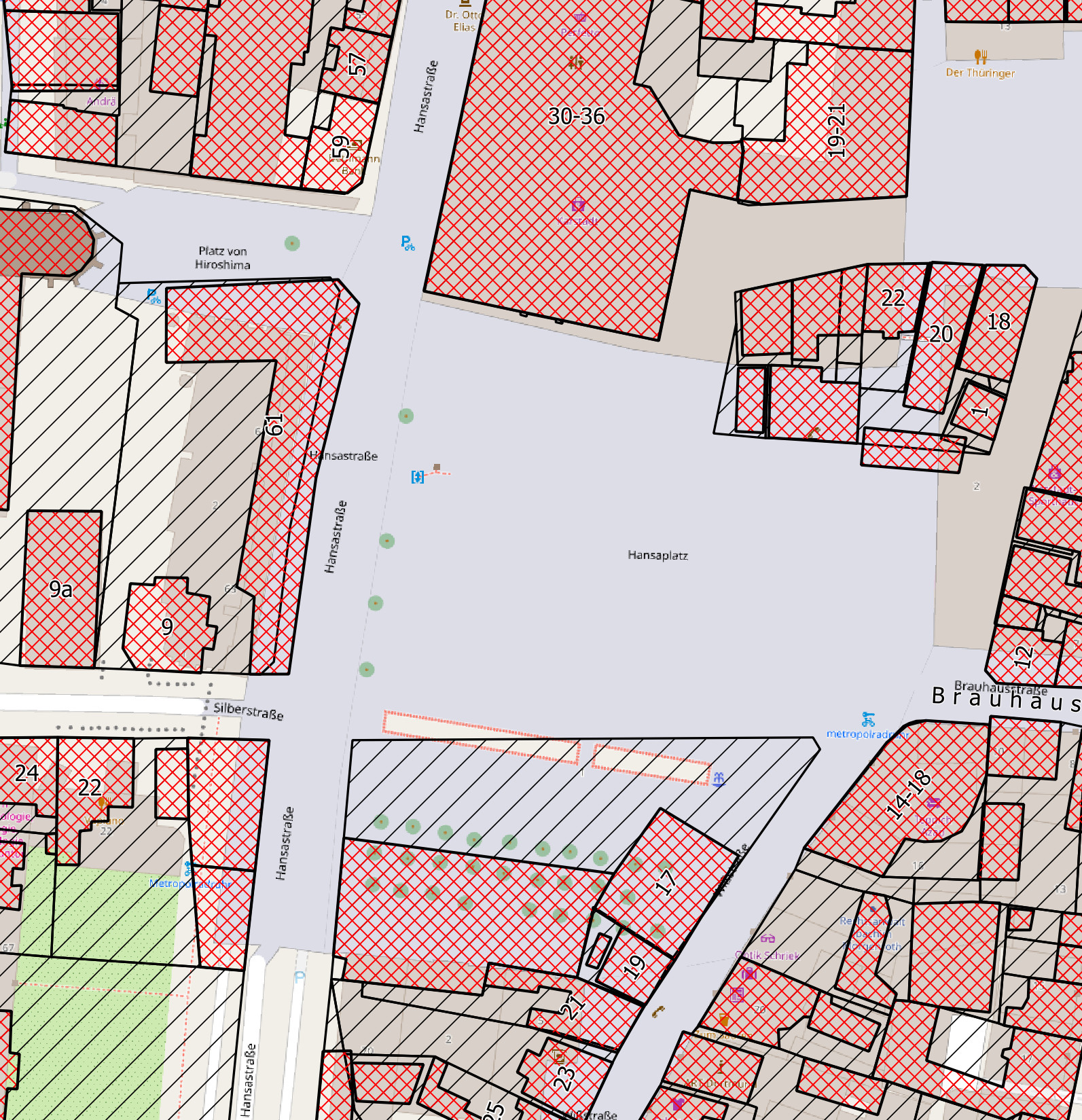
Bebauung des Hansaplatzes um 1914. Im Norden dominiert nun der Althoff-Erweiterungsbau. Im Hintergrund eine Karte von 2018.
Blick auf den Hansaplatz um 1915 von der Hansastraße aus. Links der heute noch existierende alte Teil des Karstadtgebäudes (früher Althoff). Dahinter die verbliebene Häuserzeile zwischen Hansaplatz und Markt.

## Heutiges Erscheinungsbild
In den Jahren 1988 bis 1990 erfolgte der Bau der unter dem Platz liegenden Tiefgarage Hansaplatz/Karstadt, die sowohl drei direkte Aufgänge zum Platz als auch einen unterirdischen Fußgängerzugang zum Untergeschoss des Karstadt-Warenhauses erhielt. Zuvor war der Hansaplatz jahrzehntelang größtenteils selbst als Parkplatz genutzt worden. Seit der Fertigstellung der Tiefgarage präsentiert sich der größte Teil des Platzes als Fußgängerzone.
Der nördliche Teil des Platzes ist geprägt durch die denkmalgeschützte Fassade des 1910–1912 nach Plänen von Wilhelm Kreis erbauten Erweiterungsgebäudes des Kaufhauses Theodor Althoff, heute Karstadt. Im Osten stand zwischen 1958 und 1996 das „Haus der Bibliotheken“, in welchem sich neben der Stadt- und Landesbibliothek Dortmund, die Städtischen Volksbüchereien sowie das Institut für Zeitungsforschung befanden. Nach dem Abriss des Gebäudes wurde hier ein Karstadt Sporthaus neu errichtet. Südlich angrenzend findet sich an der Ecke Brauhaus- und Wißstraße ein denkmalgeschütztes Bankgebäude mit einer Fassade aus rotem Sandstein, früher Standort der Dresdner Bank. Das Gebäude wurde um 1906 für die Deutsche Nationalbank errichtet.
Die Südseite des Platzes wird von der 1929–31 durch Philipp Schaefer erbauten Niederlassung des Dortmunder Bankvereins dominiert. Im Krieg praktisch unbeschädigt geblieben befindet sich heute die Filiale der Commerzbank im Gebäude. Zuvor befand sich an der Stelle der Kühn’sche Saal, welcher bis 1904 als ein erstes Theater in Dortmund diente. Die Südseite des Platzes ist mit Platanen bepflanzt.
Westlich grenzt der Platz an das Hansakontor und an das Gelände des ehemaligen Dominikanerklosters, der heutigen Propsteikirche.

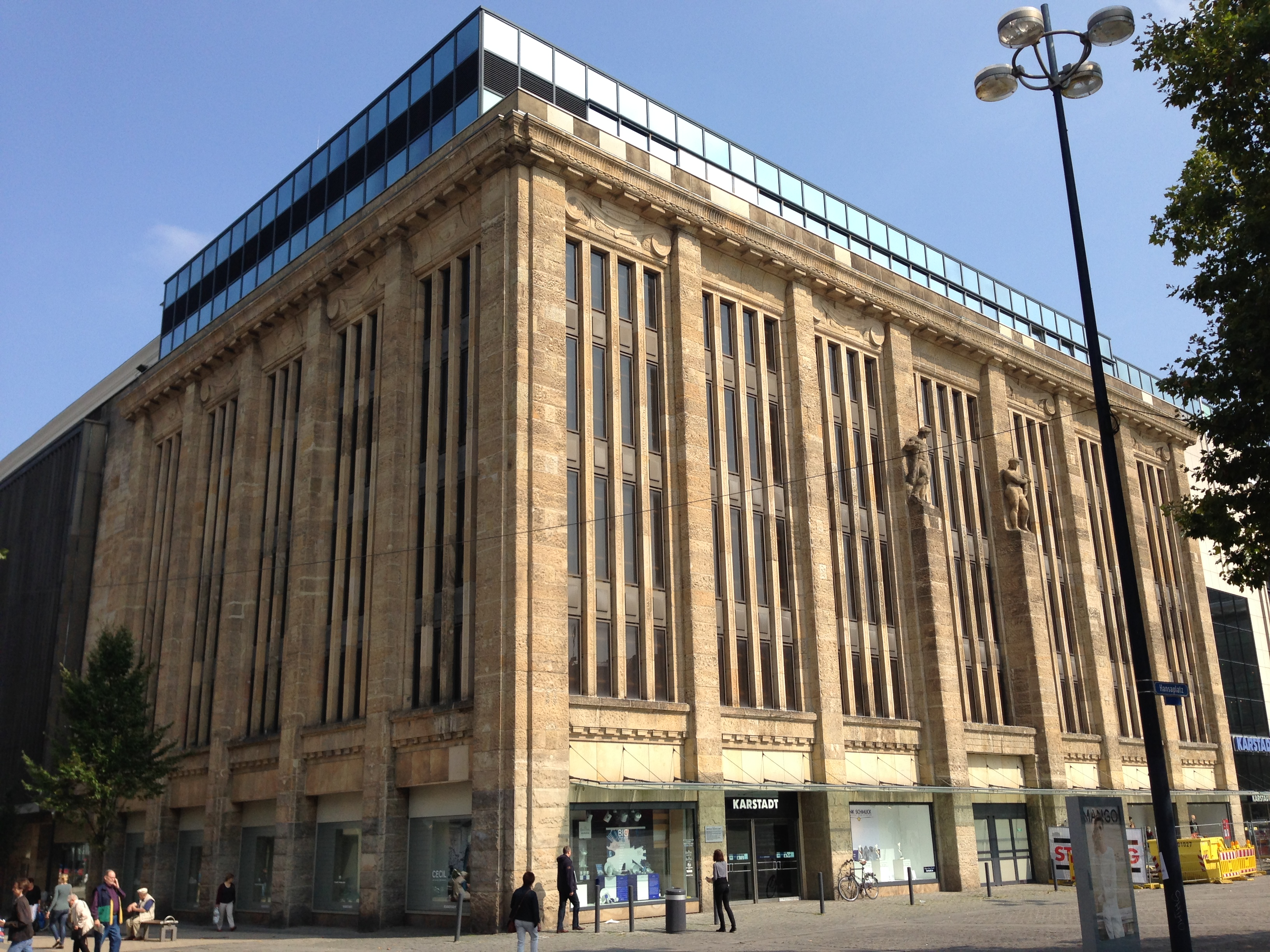
Karstadt-Fassade am Hansaplatz
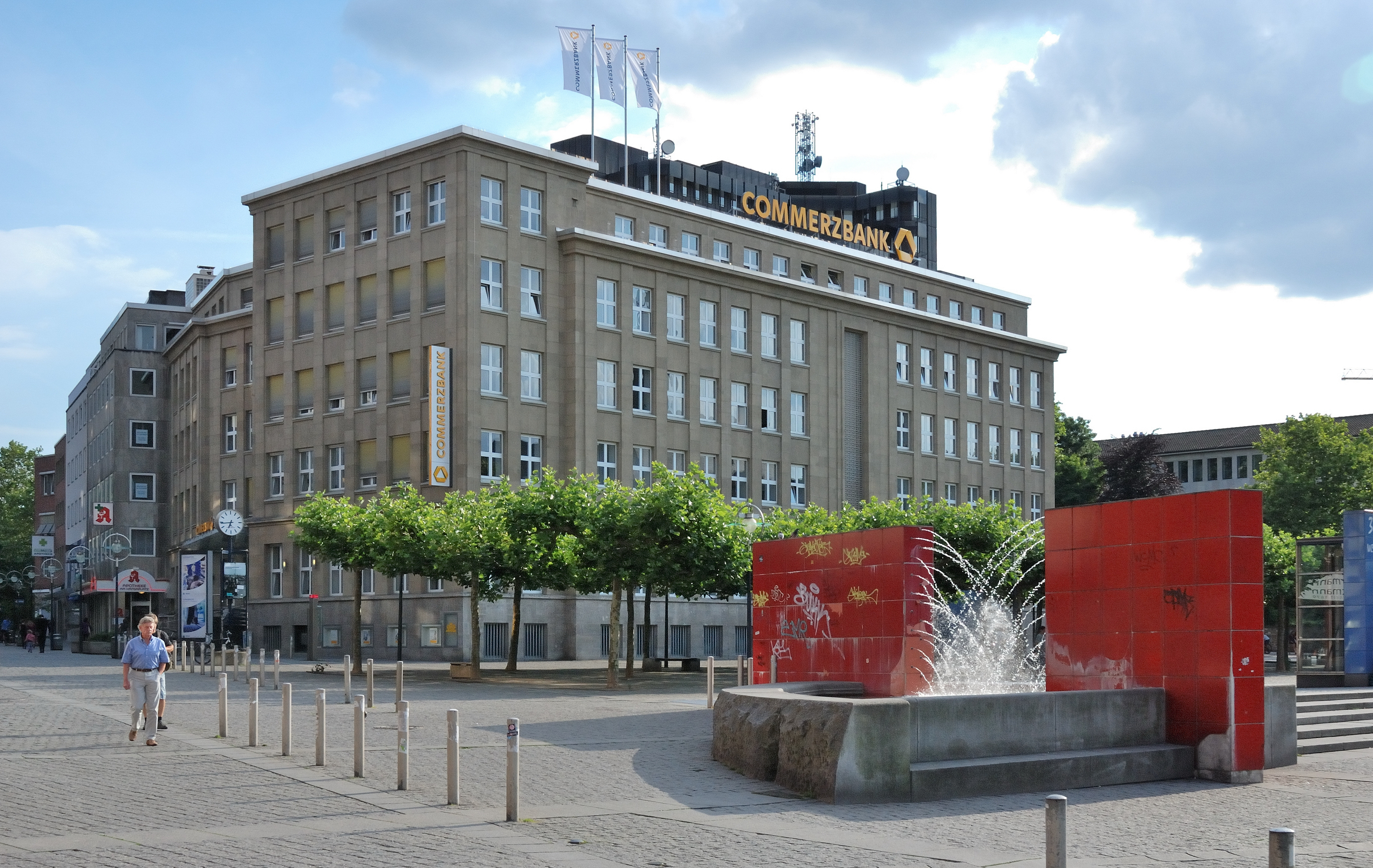
Commerzbank an der Südseite, links die Wißstraße
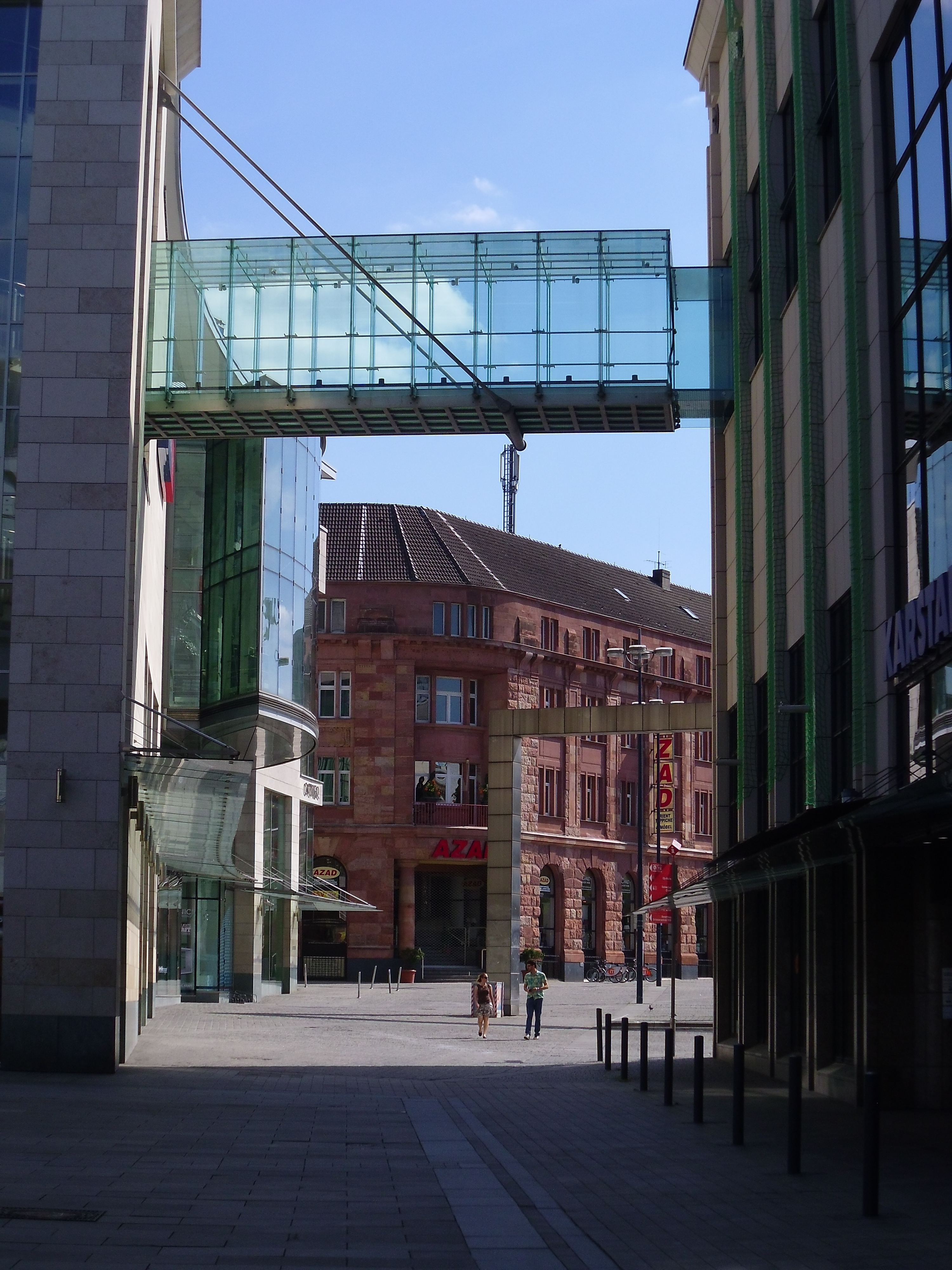
Durchgang Alter Markt – Hansaplatz. In der Mitte das ehemalige Bankgebäude an der Ostseite des Hansaplatzes.
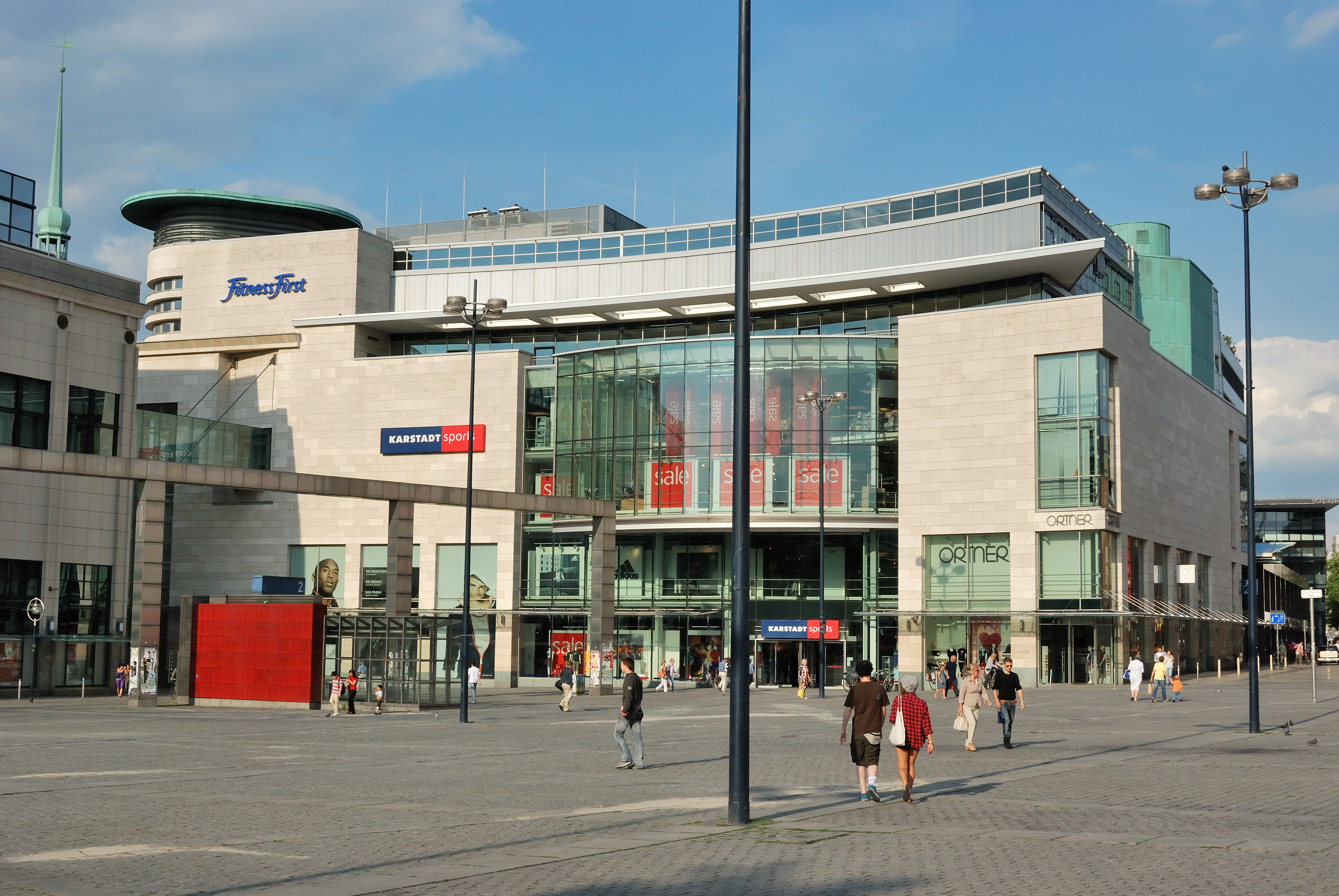
Das neu errichtete Sporthaus am ehemaligen Standort der Stadt- und Landesbibliothek. Rechts mündet die Brauhausstraße in den Hansaplatz.